# خاصكي محمد باشا
خاصكي محمد باشا سياسي عثماني شغل منصب والي مصر منذ 1652 حتى 1656.
واصبح محمد باشا الخاصكي والياً على بغداد لمدة ثلاث سنين من(1066-1070ه‍) و في سنة (1069ه‍/1658م) بنى فيها جامع الخاصكي المعروف في محلة رأس القرية.